# محمد حسين قبازرد
محمد حسين علي قبازرد ، (1918 - 1987) نائب سابق في مجلس الأمة الكويتي، وهو والد جاسم محمد قبازرد عضو المجلس الوطني الكويتي في عام 1990.
فاز في انتخابات مجلس الأمة الكويتي 1963 وحصل على المركز الأول في الدائرة الأولى برصيد 828 صوت.

## سيرته الذاتية
ولد محمد قبازرد في حي الوسط في سكة «بن فيد» في مدينة الكويت القديمة عام 1918 ، وهو والد جاسم محمد قبازرد عضو المجلس الوطني الكويتي في عام 1990 ، وهو من أوائل من اقتنوا آلة العرض السينمائي في الكويت، 
التحق بالعمل في دائرة الجمارك وهو في سن السادسة عشرة، عام 1934 ، وتدرج في المناصب والوظائف فيها، وعين مديراً لشركة النقل والتنزيل المعروفة باسم «حمال باشي». وفي عام 1953 تم تأميم الشركة، وعين الشيخ خالد عبد الله السالم رئيساً لدائرة الموانئ والجمارك، وعين محمد قبازرد مديراً للميناء.
كتب مقالاً نشر في مجلة «كاظمة» في سبتمبر عام 1948 تحت عنوان «حاجة الكويت إلى مرفأ»، ذكر فيه ضرورة إنشاء ميناء متطور للكويت ليواكب النمو الكبير في البلاد. واستمر في منصبه مديراً للميناء حتى 20 يونيو 1961 ، عندما نقل مديراً للنفط في دائرة المالية والاقتصاد.

## نشاطه البرلماني
فاز في انتخابات مجلس الأمة الكويتي 1963 وحصل على المركز الأول في الدائرة الأولى برصيد 828 صوت، وفي انتخابات مجلس الأمة الكويتي 1967 حصل على المركز السابع برصيد 491 صوت ولم ينجح في الانتخابات، وفي انتخابات مجلس الأمة الكويتي 1971 حصل على المركز السابع برصيد 635 صوت ولم ينجح في الانتخابات.